# Zapasy na Letnich Igrzyskach Olimpijskich 1952 – kategoria do 87 kg w stylu wolnym
Zmagania mężczyzn do 87 kg to jedna z ośmiu męskich konkurencji w zapasach w stylu wolnym rozgrywanych podczas Letnich Igrzysk Olimpijskich 1952. Pojedynki w tej kategorii wagowej odbyły się w dniach 20 – 23 lipca.
Punktacja opierała się na systemie "złych punktów karnych". Przegrany otrzymywał 3 punkty. Zwycięzca otrzymywał zero punktów za wygraną przez "tusz" (łopatki), a jeden punkt za wygraną decyzją trzech sędziów. Uzyskanie pięciu lub więcej punktów karnych eliminowało zapaśnika z turnieju. Najlepsza trójka walczyła w rundzie finałowej. 

## Klasyfikacja[1]
| Miejsce | Nazwisko         | Kraj                       |
| ------- | ---------------- | -------------------------- |
| 1       | Viking Palm      | Szwecja                    |
| 2       | Henry Wittenberg | USA                        |
| 3       | Adil Atan        | Turcja                     |
| 4       | August Englas    | ZSRR                       |
| 5       | Abbas Zandi      | Iran                       |
| 6       | Jan Theron       | Związek Południowej Afryki |
| 7       | Paavo Sepponen   | Finlandia                  |
| 8       | Max Leichter     | Niemcy                     |
| 9       | Willy Lardon     | Szwajcaria                 |
| 10      | Shirang Jadav    | Indie                      |
| 11      | Kevin Coote      | Australia                  |
| 11      | Bob Steckle      | Kanada                     |
| 11      | Rodolfo Padrón   | Wenezuela                  |

## Wyniki

### Pierwsza runda[2]
| Zwycięzca        | Punkty karne | Wynik        | Przegrany      | Punkty karne |
| ---------------- | ------------ | ------------ | -------------- | ------------ |
| Viking Palm      | 1            | Decyzja, 3:0 | Kevin Coote    | 3            |
| Henry Wittenberg | 0            | Łopatki      | Rodolfo Padrón | 3            |
| Willy Lardon     | 0            | Łopatki      | Bob Steckle    | 3            |
| Jan Theron       | 1            | Decyzja, 2:1 | Shirang Jadav  | 3            |
| August Englas    | 1            | Decyzja, 3:0 | Adil Atan      | 3            |
| Max Leichter     | 1            | Decyzja, 3:0 | Paavo Sepponen | 3            |
| Abbas Zandi      | 0            | Bez walki    |                |              |

### Druga runda[3]
| Zwycięzca        | Punkty karne | Wynik        | Przegrany      | Punkty karne |
| ---------------- | ------------ | ------------ | -------------- | ------------ |
| Abbas Zandi      | 1            | Decyzja, 3:0 | Kevin Coote    | 6            |
| Viking Palm      | 1            | Łopatki      | Rodolfo Padrón | 6            |
| Henry Wittenberg | 0            | Łopatki      | Willy Lardon   | 3            |
| Jan Theron       | 2            | Decyzja, 3:0 | Bob Steckle    | 6            |
| August Englas    | 1            | Łopatki      | Shirang Jadav  | 6            |
| Adil Atan        | 3            | Łopatki      | Max Leichter   | 4            |
| Paavo Sepponen   | 3            | Bez walki    |                |              |

### Trzecia runda[4]
| Zwycięzca     | Punkty karne | Wynik        | Przegrany        | Punkty karne |
| ------------- | ------------ | ------------ | ---------------- | ------------ |
| Abbas Zandi   | 2            | Decyzja, 3:0 | Paavo Sepponen   | 6            |
| Viking Palm   | 2            | Decyzja, 3:0 | Henry Wittenberg | 3            |
| Adil Atan     | 3            | Łopatki      | Jan Theron       | 5            |
| August Englas | 1            | Łopatki      | Max Leichter     | 7            |
|               |              | Wycofał się  | Willy Lardon     | -            |

### Czwarta runda[5]
| Zwycięzca        | Punkty karne | Wynik        | Przegrany     | Punkty karne |
| ---------------- | ------------ | ------------ | ------------- | ------------ |
| Viking Palm      | 3            | Decyzja, 2:1 | Abbas Zandi   | 5            |
| Henry Wittenberg | 4            | Decyzja, 3:0 | August Englas | 4            |
| Adil Atan        | 3            | Bez walki    |               |              |

### Piąta runda[6]
| Zwycięzca        | Punkty karne | Wynik        | Przegrany     | Punkty karne |
| ---------------- | ------------ | ------------ | ------------- | ------------ |
| Henry Wittenberg | 4            | Łopatki      | Adil Atan     | 6            |
| Viking Palm      | 4            | Decyzja, 2:1 | August Englas | 7            |

### Runda finałowa
| Zwycięzca        | Punkty karne | Wynik        | Przegrany        | Punkty karne                      |
| ---------------- | ------------ | ------------ | ---------------- | --------------------------------- |
| Viking Palm      | 4            | Decyzja, 3:0 | Henry Wittenberg | 4 - (zaliczony wynik z III rundy) |
| Henry Wittenberg | 4            | Łopatki      | Adil Atan        | 6 - (zaliczony wynik z V rundy)   |
| Viking Palm      | 5            | Decyzja, 2:1 | Adil Atan        | 9                                 |